# Телезе-Терме
Телезе-Терме (итал. Telese Terme) — коммуна в Италии, располагается в регионе Кампания, подчиняется административному центру Беневенто.
Население составляет 6799 человек, плотность населения составляет 657 чел./км². Занимает площадь 9,83 км². Почтовый индекс — 82037. Телефонный код — 0824.
Покровителем коммуны почитается святой первомученик Стефан, празднование 26 декабря. 